# Fernando Madina
Fernando Madina Pepper (Valencia, Venezuela, 15 de octubre de 1966) es un músico con doble nacionalidad española y venezolana reconocido principalmente por ser la voz y el bajo en la banda sevillana de rock Reincidentes, una de las más importantes del panorama punk-rock en España.[cita requerida]

## Discografía

### Con Reincidentes
- Reincidentes. Discos Trilita, 1989, reeditado por Discos Suicidas.
- Ni un paso atrás. Discos Suicidas, 1991.
- ¿Dónde está Judas?. Discos Suicidas, 1992.
- Sol y rabia. Discos Suicidas, 1993.
- Nunca es tarde... si la dicha es buena. Discos Suicidas, 1994.
- Materia reservada. Discos Suicidas, 1997.
- ¡Te lo dije!. Ariola/RCA, 1997.
- Algazara. BMG Ariola/RCA, 1998.
- ¿Y ahora qué? BMG Ariola/RCA, 2000.
- La otra orilla. Boa Music, 2001.
- Cosas de este mundo. Locomotive Music, 2002.
- Acústico. Locomotive Music, 2004.
- El comercio del dolor. Locomotive Music, 2005.
- Dementes. (CD+CDmultimedia) Locomotive Music, 2006.
- América: Canciones de ida y vuelta. Realidad Musical, 2008.
- Tiempos de ira. Maldito Records, 2011.
- Aniversario. Ediciones Reincidentes, 2013.
- AWKAN: Haciendo hablar al silencio. Ediciones Reincidentes, 2015.
- Vergüenza. Maldito Records, 2017.

#### Otros
- Ni un paso atrás (en directo) con Porretas, Boikot y Sonora, Realidad Musical, 2008.

### Con P.P.M.
- Véase P.P.M.[3]

### Colaboraciones
- Endemia - Sólo morimos cuando nos olvidan
- Sublevados - Mala hierba (cosecha propia)
- Homo-Demen  - "Por qué cantamos" con Aitor Gorosabel (Su ta gar) y Diego Sánchez (Homo-demen) del disco "Surrealist revolution" (2011)
- Desidia (banda uruguaya) - El precio del progreso (2022)
- Disidencia -...Y el cielo quieres reventar
- Disidencia - Vivo libre
- Disidencia - La tierra es plana
- Zirrosis - Vergonzosa impunidad
- Extremoduro - Pepe Botika, Bribriblibli, No Me Calientes Que Me Hundo, Malos Pensamientos(¿Dónde están mis amigos?) (1993)
- Manolo Kabezabolo - Ida de pelota de un martes y 13
- Porretas - Si lo sé me meo, Los doce mandamientos
- Boikot - Stop censura
- Trance - Quisiera despertar
- No Konforme - Vertedero infantil
- Desakato - La ira de los hambrientos
- Sally Brown - Cosa Nostra
- Herejes - Vertedero
- Herejes - Por tu libertad
- JO.DT - Héroes Anónimos
- Alademoska - Licor
- Attaque 77 - Segunda voz en la canción "Nuestros Años Felices" del disco "Radio Insomnio"
- La Vela Puerca - El Huracán
- Herederos De Nada - Que Bonito
- The Nadies - Tiempo de Esclavos
- Feliz entierro - Para tod@s todo
- Marea - Como el viento de poniente
- Menos da una piedra - Y volver a caer
- Habeas Corpus - Sois ejemplo (Disco: 20 años de rabia, 20 años de sueños)
- Represión + Iva - Resistencia
- Escaramuza - Memorias con Insomnio
- Viktima o Verdugo- Antisistema
- Kultura de Bar - Dame una oportunidad
- Vantroi - Eskizofrenia
- Yeska - Corazón de Generación (Diez ases en la Manga, 2010)
- Sioux - Pierdo el rumbo (De vuelta, 2007)
- Insolenzia - Desnudando el ayer (En Directo, 2017)
- Gérmenes - Toxicidad
- Gérmenes - Más velocidad
- Los Arman - Equilibrio (NNPP Vol. 7 , 2020)
- José Riaza - Covidiota (Cleptomanías II , 2022) con Rostros Ocultos, Trolebús (banda),Vantroi, Javi Chispes de Banda Jachis y Maniática, Michel Molinera de Stafas y Canallas y más.
- Supervivencia - Cuéntame (Todo Para Que, 2001) y Un Buen Final (No Puedes Escapar, 2008).
- K.O. Etiliko - Fui el suelo ("+kaos que nunca", 2017)